# Hooilanden
Hooilanden is een gehucht en een landelijk gebied in de gemeente Apeldoorn. Het gebied heeft ruim 1000 inwoners en een oppervlakte van bijna 17 vierkante kilometer.
Het is een agrarisch gebied ten zuidoosten van Apeldoorn. Het ligt globaal tussen de A1, het Apeldoorns Kanaal en het dorp Klarenbeek. Het wordt doorsneden door de A50. In dit gebied ligt ook het laatste Nederlandse oerbos het Beekbergerwoud.
Hooilanden valt administratief onder Klarenbeek.